# Coniopteryx (Xeroconiopteryx) namibica
Coniopteryx (Xeroconiopteryx) namibica is een insect uit de familie van de dwerggaasvliegen (Coniopterygidae), die tot de orde netvleugeligen (Neuroptera) behoort. 
Coniopteryx (Xeroconiopteryx) namibica is voor het eerst wetenschappelijk beschreven door Tjeder in 1987.